# 厚内駅
厚内駅（あつないえき）は、北海道十勝郡浦幌町字厚内にある北海道旅客鉄道（JR北海道）根室本線の駅である。電報略号はアツ。事務管理コードは▲110427。駅番号はK42。

## 歴史

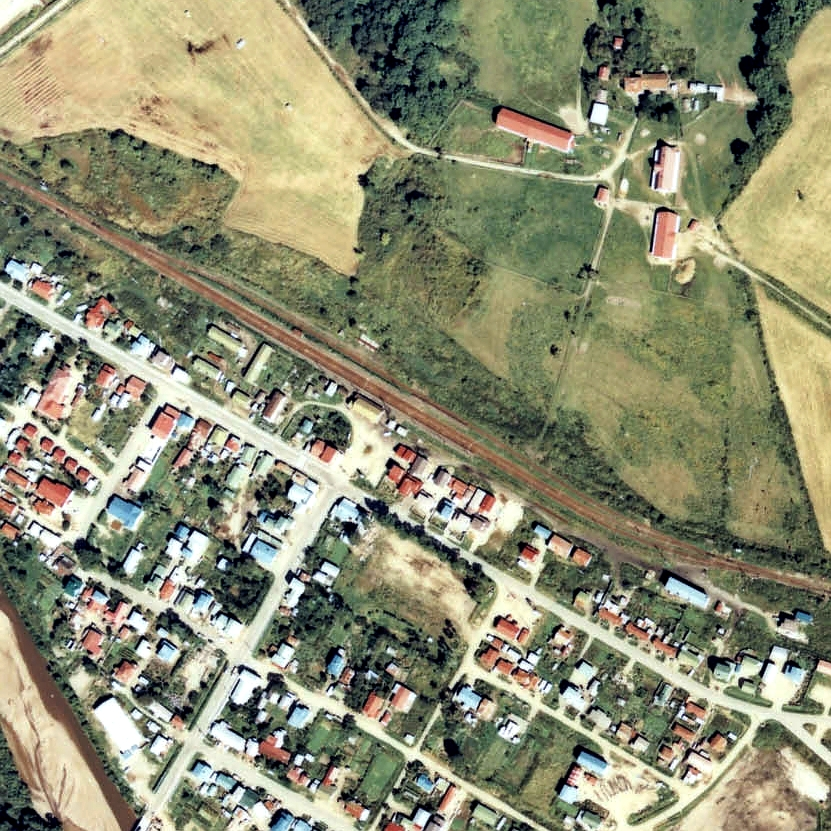
1977年の厚内駅と周囲約500m範囲。右が根室方面。

- 1903年（明治36年）12月25日：北海道官設鉄道浦幌～音別間開業にともない設置[4]。一般駅[1]。
- 1905年（明治38年）4月1日：北海道官設鉄道が官設鉄道に編入。
- 1971年（昭和46年）10月2日：貨物扱い廃止[1]。業務委託駅化。
- 1983年（昭和58年）5月以前：跨線橋設置。
- 1984年（昭和59年）
  - 2月1日：荷物扱い廃止[1]。
  - 12月1日：駅員無配置駅となる[5]。（簡易委託駅化？）
- 1987年（昭和62年）4月1日：国鉄分割民営化により、北海道旅客鉄道（JR北海道）の駅となる[1]。
- 時期不詳：簡易委託廃止、完全無人化。遅くとも1993年（平成5年）時点では無人駅[2]。

### 駅名の由来
所在地名より。アイヌ語の「アプナイ（ap-nay）」（釣り針・川）に由来するとされるが、定かではない。
なお、1973年（昭和48年）に国鉄北海道総局が発行した『北海道　駅名の起源』では、上記の説を疑問としたうえで、「アックナイ（小獣を捕る川）」説の方が正しいとしている。

## 駅構造
駅舎側より単式ホーム1面1線（1番線）・島式1面1線（2・3番線）、計2面3線ホームを有する地上駅。浦幌駅管理の無人駅である。ホームは屋根なし跨線橋で連絡している。
駅舎はかつて、旧事務室部分に軽食喫茶が入居したことがあったが、遅くとも1993年（平成5年）時点では休業しており、その後廃業している。

### のりば
| 番線 | 路線      | 方向 | 行先           |
| ---- | --------- | ---- | -------------- |
| 1・2 | ■根室本線 | 下り | 釧路方面       |
| 1・3 | ■根室本線 | 上り | 帯広・新得方面 |

- おもに1番線を使用
- 朝に当駅始発の帯広方面行き列車が設定されている。

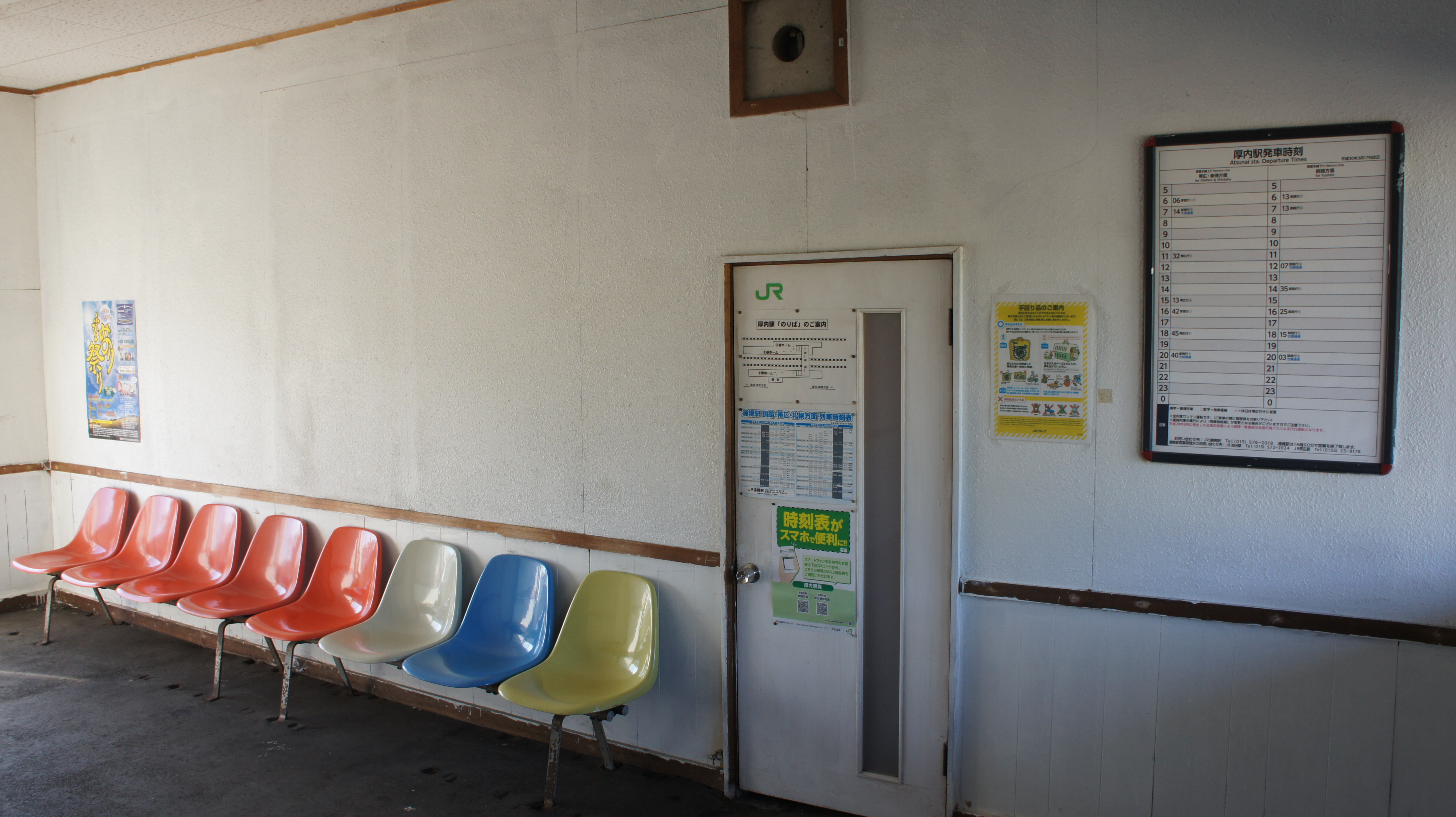
待合室（2018年9月）
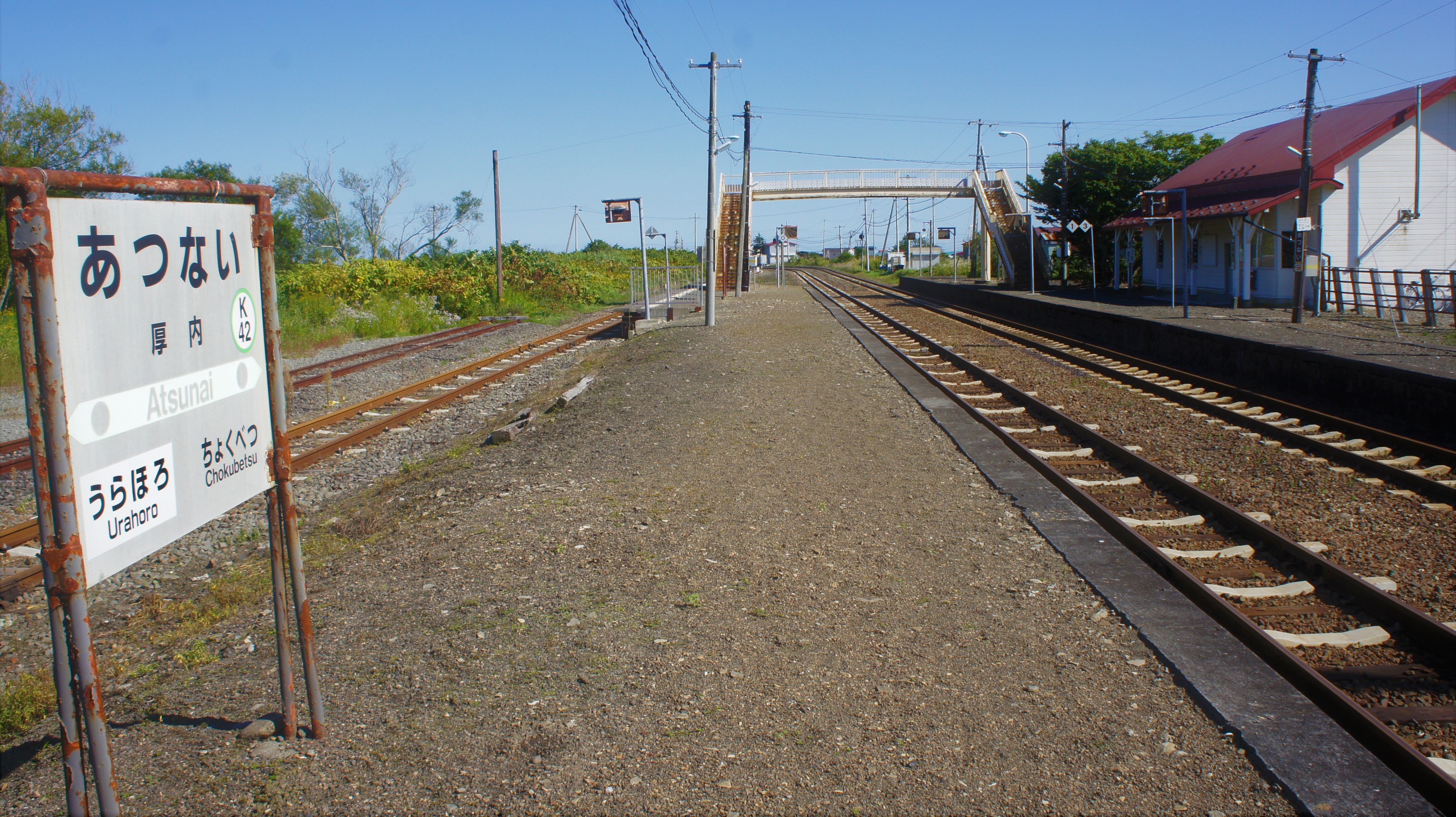
ホーム（2018年9月）
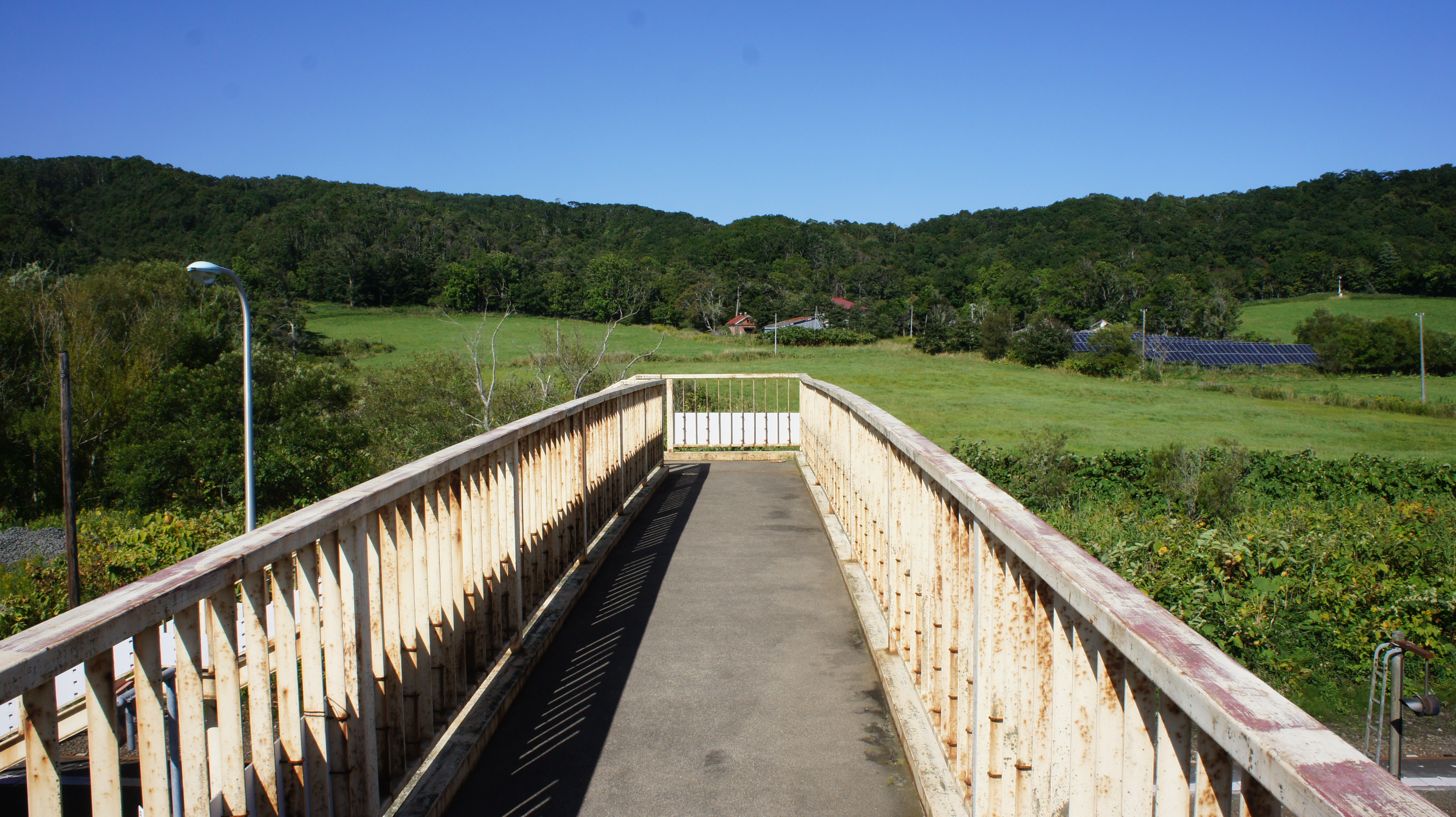
跨線橋（2018年9月）

## 利用状況
乗車人員の推移は以下の通り。出典が「乗降人員」となっているものについては1/2とした値を括弧書きで1日平均乗車人員の欄に示し、備考欄で元の値を示す。
また、「JR調査」については、当該の年度を最終年とする過去5年間の各調査日における平均である。
| 年度               | 乗車人員（人） | 乗車人員（人） | 乗車人員（人） | 出典       | 備考            |
| 年度               | 年間           | 1日平均        | JR調査         | 出典       | 備考            |
| ------------------ | -------------- | -------------- | -------------- | ---------- | --------------- |
| 1992年（平成04年） |                | (32.0)         |                | [ 2 ]      | 1日乗降人員64人 |
| 2015年（平成27年） |                |                | 「10名以下」   | [ JR北 1 ] |                 |
| 2018年（平成30年） |                |                | 「10名以下」   | [ JR北 2 ] |                 |
| 2019年（令和元年） |                |                | 「10名以下」   | [ JR北 3 ] |                 |
| 2020年（令和02年） |                |                | 「3名以下」    | [ JR北 4 ] |                 |
| 2021年（令和03年） |                |                | 「3名以下」    | [ JR北 5 ] |                 |
| 2022年（令和04年） |                |                | 「10名以下」   | [ JR北 6 ] |                 |

## 駅周辺
厚内の町がある。
- 池田警察署厚内駐在所
- 厚内郵便局
- 大津漁業協同組合厚内支所
- 厚内港
- 浦幌町コミュニティバス「厚内駅」[7]

## 隣の駅
北海道旅客鉄道（JR北海道）
■根室本線
浦幌駅 (K40) - （常豊信号場） - （上厚内信号場） -  厚内駅 (K42) -  （直別信号場） - （尺別信号場） - 音別駅 (K45)

### JR北海道
1. ↑  “極端にご利用の少ない駅（3月26日現在）” (PDF). 平成28年度事業運営の最重点事項.   北海道旅客鉄道. p. 6 (2016年3月28日). 2018年2月18日閲覧。
2. ↑  “駅別乗車人員” (PDF). 全線区のご利用状況（地域交通を持続的に維持するために）.   北海道旅客鉄道. 2020年1月20日時点のオリジナルよりアーカイブ。2020年1月20日閲覧。
3. ↑  “駅別乗車人員” (PDF). 地域交通を持続的に維持するために > 全線区のご利用状況.   北海道旅客鉄道 (2020年10月30日). 2020年11月2日時点のオリジナルよりアーカイブ。2020年11月7日閲覧。
4. ↑  “駅別乗車人員” (PDF). 地域交通を持続的に維持するために > 全線区のご利用状況.   北海道旅客鉄道 (2021年9月30日). 2022年1月1日時点のオリジナルよりアーカイブ。2022年1月1日閲覧。
5. ↑  “駅別乗車人員” (PDF). 地域交通を持続的に維持するために > 全線区のご利用状況.   北海道旅客鉄道. 2022年10月9日時点のオリジナルよりアーカイブ。2022年10月9日閲覧。
6. ↑  “駅別乗車人員” (PDF). 地域交通を持続的に維持するために > 全線区のご利用状況.   北海道旅客鉄道 (2023年). 2023年9月26日時点のオリジナルよりアーカイブ。2023年9月26日閲覧。